# Mistrzostwa świata do lat 18 w hokeju na lodzie mężczyzn 2010/Elita
12. Mistrzostwa świata do lat 18 w hokeju na lodzie mężczyzn 2010 Elity odbyły się w białoruskich miastach Mińsk oraz Bobrujsk. Zawody zostały rozegrane w dniach 13 - 23 kwietnia. W tej części mistrzostw uczestniczyło 10 najlepszych drużyn na świecie. System rozgrywania meczów był inny niż w niższych dywizjach. Najpierw drużyny zagrały w dwóch grupach, każda po 5 drużyn. Z niej najlepsza bezpośrednio awansowała do półfinałów, a z miejsc drugich i trzecich, walczyły na krzyż między sobą o awans do finałowej czwórki. Najgorsze dwie drużyny każdej z grup walczyły w meczach między sobą o utrzymanie w elicie. Dwie najgorsze drużyny spadły do I dywizji.
Obrońcą tytułu mistrzowskiego była reprezentacja Stanów Zjednoczonych, którzy w 2009 roku w Fargo pokonali reprezentację Rosji 5:0.

## Pierwsza faza grupowa

### Grupa A
Wyniki
| 13 kwietnia 2010 | Kanada | 1:3 | Szwajcaria | Babrujsk Arena, Bobrujsk |

| Szczegóły      | Szczegóły            | Szczegóły       | Szczegóły                                                       | Szczegóły                                                                  |
| -------------- | -------------------- | --------------- | --------------------------------------------------------------- | -------------------------------------------------------------------------- |
| Godzina: 15:00 | Q. Howden 29:41 (EQ) | (0:1, 0:2, 1:0) | 09:38 (EQ) G. Hofmann 17:33 (PP) S. Guerra 59:55 (EN) J. Vermin | Widzów: 2100 Sędzia główny: Antti Boman Sędziowie liniowi: Wiktor Gasziłow |

| 13 kwietnia 2010 | Szwecja | 4:2 | Stany Zjednoczone | Babrujsk Arena, Bobrujsk |

| Szczegóły      | Szczegóły                                                                          | Szczegóły       | Szczegóły                                | Szczegóły                                                                 |
| -------------- | ---------------------------------------------------------------------------------- | --------------- | ---------------------------------------- | ------------------------------------------------------------------------- |
| Godzina: 19:00 | J. Larsson 33:32 (PP) H. Snall 46:29 (EQ) J. Larsson 49:14 (EQ) V. Rask 59:41 (EN) | (0:1, 1:1, 3:0) | 03:36 (PP) Ch. Balisy 22:24 (EQ) B. Saad | Widzów: 4100 Sędzia główny: Martin Frano Sędziowie liniowi: Sami Partanen |

| 14 kwietnia 2010 | Szwajcaria | 1:5 | Stany Zjednoczone | Babrujsk Arena, Bobrujsk |

| Szczegóły      | Szczegóły             | Szczegóły       | Szczegóły | Szczegóły                                                                |
| -------------- | --------------------- | --------------- | --- | ------------------------------------------------------------------------ |
| Godzina: 15:30 | G. Hofmann 11:58 (EQ) | (1:1, 0:2, 0:2) | 12:25 (EQ) A. Czarnik 24:01 (EQ) A. Czarnik 39:46 (EQ) B. Arnold 48:41 (EQ) A. Clendening 52:03 (EQ) J. Zucker | Widzów: 2700 Sędzia główny: Josef Kubus Sędziowie liniowi: Eduards Odins |

| 14 kwietnia 2010 | Szwecja | 7:0 | Białoruś | Babrujsk Arena, Bobrujsk |

| Szczegóły      | Szczegóły | Szczegóły       | Szczegóły | Szczegóły                                                                  |
| -------------- | --- | --------------- | --------- | -------------------------------------------------------------------------- |
| Godzina: 19:00 | L. Rensfeldt 20:56 (PP) L. Rensfeldt 23:59 (EQ) A. Larsson 31:08 (PP) M. Friberg 33:49 (PP) J. Larsson 35:29 (EQ) J. Larsson 40:52 (PP) E. Thorell 44:36 (EQ) | (0:0, 5:0, 2:0) |           | Widzów: 6200 Sędzia główny: Antti Boman Sędziowie liniowi: Wiktor Gasziłow |

| 15 kwietnia 2010 | Białoruś | 3:11 | Kanada | Babrujsk Arena, Bobrujsk |

| Szczegóły      | Szczegóły                                                              | Szczegóły       | Szczegóły | Szczegóły                                                               |
| -------------- | ---------------------------------------------------------------------- | --------------- | --- | ----------------------------------------------------------------------- |
| Godzina: 19:00 | A. Lewsza 13:02 (EQ) N. Kardaszew 20:24 (PP) D. Żewłoczenko 24:22 (PP) | (1:4, 2:2, 0:5) | 03:31 (EQ) B. Connolly 05:00 (EQ) J. McFarland 05:24 (EQ) R. O’Connor 14:26 (SH) Q. Howden 28:12 (PP) J. McFarland 34:39 (PP) R. O’Connor 42:55 (EQ) M. Bournival 44:39 (PP) G. McKegg 45:01 (EQ) R. Spooner 52:08 (SH) J. Weal 56:24 (EQ) J. McFarland | Widzów: 7000 Sędzia główny: Martin Frano Sędziowie liniowi: Jozef Kubus |

| 16 kwietnia 2010 | Szwajcaria | 2:10 | Szwecja | Babrujsk Arena, Bobrujsk |

| Szczegóły      | Szczegóły                                     | Szczegóły       | Szczegóły | Szczegóły                                                                 |
| -------------- | --------------------------------------------- | --------------- | --- | ------------------------------------------------------------------------- |
| Godzina: 15:30 | D. Lammer 22:40 (EQ) L. Martschini 44:59 (EQ) | (0:2, 1:4, 1:4) | 10:22 (EQ) J. Vestin 13:58 (EQ) J. Larsson 23:21 (EQ) M. Friberg 29:33 (EQ) J. Vestin 30:11 (EQ) L. Rensfeldt 35:39 (EQ) V. Rask 44:13 (PP) J. Larsson 48:06 (EQ) E. Thorell 53:51 (EQ) E. Thorell 54:11 (EQ) H. Snall | Widzów: 2000 Sędzia główny: Martin Frano Sędziowie liniowi: Eduards Odins |

| 16 kwietnia 2010 | Stany Zjednoczone | 5:0 | Kanada | Babrujsk Arena, Bobrujsk |

| Szczegóły      | Szczegóły                                                                                            | Szczegóły       | Szczegóły | Szczegóły                                                                |
| -------------- | --- | --------------- | --------- | ------------------------------------------------------------------------ |
| Godzina: 19:00 | J. Zucker 05:35 (EQ) B. Rust 06:58 (PP) J. Zucker 17:09 (PP) A. Watson 37:08 (EQ) B. Rust 46:02 (EQ) | (3:0, 1:0, 1:0) |           | Widzów: 4500 Sędzia główny: Antti Boman Sędziowie liniowi: Sami Partanen |

| 17 kwietnia 2010 | Białoruś | 2:3 | Szwajcaria | Babrujsk Arena, Bobrujsk |

| Szczegóły      | Szczegóły                                   | Szczegóły       | Szczegóły                                                         | Szczegóły                                                                  |
| -------------- | ------------------------------------------- | --------------- | ----------------------------------------------------------------- | -------------------------------------------------------------------------- |
| Godzina: 19:00 | A. Gavrus 23:34 (PP) S. Lopaczuk 42:56 (PP) | (0:2, 1:0, 1:1) | 10:41 (EQ) S. Guerra 19:01 (PP) S. Bartschi 58:28 (EQ) C. Hachler | Widzów: 6500 Sędzia główny: Wiktor Gasziłow Sędziowie liniowi: Jozef Kubus |

| 18 kwietnia 2010 | Kanada | 4:5 | Szwecja | Babrujsk Arena, Bobrujsk |

| Szczegóły      | Szczegóły                                                                                | Szczegóły       | Szczegóły | Szczegóły                                                                 |
| -------------- | ---------------------------------------------------------------------------------------- | --------------- | --- | ------------------------------------------------------------------------- |
| Godzina: 15:30 | R. O’Connor 42:02 (EQ) Ch. Thomas 44:58 (EQ) F. Hamilton 54:37 (EQ) Q. Howden 58:13 (EQ) | (0:2, 0:2, 4:1) | 04:07 (EQ) V. Rask 10:54 (PP) J. Vestin 29:11 (EQ) L. Rensefeldt 39:45 (PP) M. Granlund 46:15 (EQ) M. Granlund | Widzów: 3500 Sędzia główny: Martin Frano Sędziowie liniowi: Eduards Odins |

| 18 kwietnia 2010 | Stany Zjednoczone | 7:1 | Białoruś | Babrujsk Arena, Bobrujsk |

| Szczegóły      | Szczegóły | Szczegóły       | Szczegóły              | Szczegóły                                                                |
| -------------- | --- | --------------- | ---------------------- | ------------------------------------------------------------------------ |
| Godzina: 19:00 | B. Saad 17:50 (EQ) A. Watson 19:46 (EQ) R. Grimaldi 24:31 (EQ) A. Clendening 27:54 (EQ) L. Moffatt 34:29 (EQ) B. Rust 40:52 (PP) J. Zucker 44:39 (PP) | (2:0, 3:1, 2:0) | 35:32 (PP) A. Abmiotka | Widzów: 7000 Sędzia główny: Antti Boman Sędziowie liniowi: Sami Partanen |

Tabela
Lp. = lokata, M = liczba rozegranych spotkań, W = Wygrane, WpD = Wygrane po dogrywce lub karnych, PpD = Porażki po dogrywce lub karnych, P = Porażki, G+ = Gole strzelone, G- = Gole stracone, Pkt = Liczba zdobytych punktów
| Lp. | Zespół            | M | Pkt | W | WpD | PpD | P | G + | G - | +/- |
| --- | ----------------- | - | --- | - | --- | --- | - | --- | --- | --- |
| 1   | Szwecja           | 4 | 12  | 4 | 0   | 0   | 0 | 26  | 8   | +18 |
| 2   | Stany Zjednoczone | 4 | 9   | 3 | 0   | 0   | 1 | 18  | 6   | +12 |
| 3   | Szwajcaria        | 4 | 6   | 2 | 0   | 0   | 2 | 9   | 18  | -9  |
| 4   | Kanada            | 4 | 3   | 1 | 0   | 0   | 3 | 16  | 16  | 0   |
| 5   | Białoruś          | 4 | 0   | 0 | 0   | 0   | 4 | 6   | 28  | -22 |

### Grupa B
| 13 kwietnia 2010 | Finlandia | 7:2 | Łotwa | Pałac Sportu, Mińsk |

| Szczegóły      | Szczegóły | Szczegóły       | Szczegóły                                       | Szczegóły                                                                |
| -------------- | --- | --------------- | ----------------------------------------------- | ------------------------------------------------------------------------ |
| Godzina: 15:00 | T. Pulkkinen 06:25 (EQ) M. Salmivirta 15:46 (EQ) T. Pulkkinen 24:02 (PP) T. Rautiainen 35:13 (EQ) J. Hakanpää 36:36 (PP) M. Hovinen 39:53 (PP) M. Teppo 57:27 (PP) | (2:1, 4:1, 1:0) | 13:51 (PP) N. Kolesnikovs 38:47 (SH) M. Dilveka | Widzów: 450 Sędzia główny: Maksim Sidorenko Sędziowie liniowi: Pat Smith |

| 13 kwietnia 2010 | Czechy | 1:4 | Rosja | Pałac Sportu, Mińsk |

| Szczegóły      | Szczegóły              | Szczegóły       | Szczegóły                                                                                      | Szczegóły                                                                  |
| -------------- | ---------------------- | --------------- | ---------------------------------------------------------------------------------------------- | -------------------------------------------------------------------------- |
| Godzina: 19:00 | M. Vachovec 39:10 (PP) | (0:1, 1:1, 0:2) | 07:01 (EQ) S. Barbaszew 29:45 (EQ) M. Szałunow 48:49 (PP) W. Antipin 57:00 (EQ) W. Namestnikow | Widzów: 2300 Sędzia główny: Stephan Bauer Sędziowie liniowi: Pehr Claesson |

| 14 kwietnia 2010 | Łotwa | 0:9 | Rosja | Pałac Sportu, Mińsk |

| Szczegóły      | Szczegóły | Szczegóły       | Szczegóły | Szczegóły                                                                  |
| -------------- | --------- | --------------- | --- | -------------------------------------------------------------------------- |
| Godzina: 15:30 |           | (0:2, 0:4, 0:3) | 05:09 (PP) N. Nesterow 07:32 (EQ) W. Namestnikow 20:29 (EQ) J. Kuzniecow 22:23 (EQ) W. Namestnikow 25:51 (EQ) W. Namestnikow 33:17 (PP) G. Żeldakow 40:23 (EQ) J. Kuzniecow 43:42 (EQ) J. Kuzniecow 57:49 (EQ) M. Szałunow | Widzów: 2000 Sędzia główny: Scott Bokal Sędziowie liniowi: Richard Schuetz |

| 14 kwietnia 2010 | Czechy | 4:3 | Słowacja | Pałac Sportu, Mińsk |

| Szczegóły      | Szczegóły                                                                          | Szczegóły       | Szczegóły                                                    | Szczegóły                                                                 |
| -------------- | ---------------------------------------------------------------------------------- | --------------- | ------------------------------------------------------------ | ------------------------------------------------------------------------- |
| Godzina: 19:00 | M. Vachovec 09:46 (PP) P. Zamorsky 21:37 (EQ) M. Frk 27:46 (EQ) D. Uher 55:49 (EQ) | (1:0, 2:0, 1:3) | 54:05 (PP) B. Mráz 56:15 (EQ) D. Simcak 59:55 (PP) D. Simcak | Widzów: 2600 Sędzia główny: Maksim Sidorenko Sędziowie liniowi: Pat Smith |

| 15 kwietnia 2010 | Słowacja | 2:5 | Finlandia | Pałac Sportu, Mińsk |

| Szczegóły      | Szczegóły                                 | Szczegóły       | Szczegóły | Szczegóły                                                                    |
| -------------- | ----------------------------------------- | --------------- | --- | ---------------------------------------------------------------------------- |
| Godzina: 19:00 | L. Cingel 32:47 (EQ) M. Murcek 37:46 (EQ) | (0:1, 2:1, 0:3) | 09:46 (EQ) M. Granlund 39:17 (PP) T. Pulkkinen 47:23 (EQ) T. Pulkkinen 56:41 (EQ) O. Paajanen 59:46 (EQ) M. Granlund | Widzów: 2500 Sędzia główny: Pehr Claesson Sędziowie liniowi: Richard Schuetz |

| 16 kwietnia 2010 | Łotwa | 4:5 | Czechy | Pałac Sportu, Mińsk |

| Szczegóły      | Szczegóły                                                                             | Szczegóły       | Szczegóły                                                                                            | Szczegóły                                                                    |
| -------------- | ------------------------------------------------------------------------------------- | --------------- | --- | ---------------------------------------------------------------------------- |
| Godzina: 15:30 | K. Pelss 25:20 (EQ) M. Dilevka 45:45 (PP) M. Dilevka 52:58 (EQ) D. Straupe 57:53 (EQ) | (0:1, 1:2, 3:2) | 15:56 (EQ) P. Holík 22:17 (EQ) P. Holík 32:01 (PP) P. Holík 41:08 (EQ) J. Sekáč 54:14 (EQ) F. Hanták | Widzów: 2500 Sędzia główny: Stephan Bauer Sędziowie liniowi: Richard Schuetz |

| 16 kwietnia 2010 | Rosja | 4:5 | Finlandia | Pałac Sportu, Mińsk |

| Szczegóły      | Szczegóły                                                                                       | Szczegóły       | Szczegóły | Szczegóły                                                                 |
| -------------- | ----------------------------------------------------------------------------------------------- | --------------- | --- | ------------------------------------------------------------------------- |
| Godzina: 19:00 | E. Galimow 07:47 (EQ) J. Kuzniecow 50:09 (EQ) W. Namestnikow 52:13 (EQ) S. Barbaszew 59:11 (EQ) | (1:1, 0:2, 3:2) | 01:55 (EQ) M. Granlund 22:29 (PP) T. Pulkkinen 26:16 (EQ) T. Pulkkinen 53:14 (EQ) K. Makinen 57:48 (EN) M-M. Asten | Widzów: 3000 Sędzia główny: Maksim Sidorenko Sędziowie liniowi: Pat Smith |

| 17 kwietnia 2010 | Słowacja | 4:3 | Łotwa | Pałac Sportu, Mińsk |

| Szczegóły      | Szczegóły                                                                            | Szczegóły       | Szczegóły                                                                 | Szczegóły                                                                |
| -------------- | ------------------------------------------------------------------------------------ | --------------- | ------------------------------------------------------------------------- | ------------------------------------------------------------------------ |
| Godzina: 19:00 | D. Simcak 13:50 (PP) T. Matoušek 21:48 (EQ) M. Toman 34:32 (EQ) M. Tvrdon 59:20 (EQ) | (1:0, 2:2, 1:1) | 39:36 (EQ) Z. Girgensons 39:52 (EQ) A. Kuzmenkovs 51:36 (PP) K. Freibergs | Widzów: 3100 Sędzia główny: Scott Bokal Sędziowie liniowi: Pehr Claesson |

| 18 kwietnia 2010 | Rosja | 3:1 | Słowacja | Pałac Sportu, Mińsk |

| Szczegóły      | Szczegóły                                                        | Szczegóły       | Szczegóły              | Szczegóły                                                                    |
| -------------- | ---------------------------------------------------------------- | --------------- | ---------------------- | ---------------------------------------------------------------------------- |
| Godzina: 15:30 | N. Nesterow 00:39 (EQ) E. Gurkin 05:54 (EQ) E. Gurkin 17:53 (EQ) | (3:1, 0:0, 0:0) | 15:08 (EQ) T. Matoušek | Widzów: 3100 Sędzia główny: Stephan Bauer Sędziowie liniowi: Richard Schuetz |

| 18 kwietnia 2010 | Finlandia | 4:3 | Czechy | Pałac Sportu, Mińsk |

| Szczegóły      | Szczegóły                                                                                 | Szczegóły                 | Szczegóły                                                  | Szczegóły                                                                |
| -------------- | ----------------------------------------------------------------------------------------- | ------------------------- | ---------------------------------------------------------- | ------------------------------------------------------------------------ |
| Godzina: 19:00 | P. Halinen 22:35 (EQ) M. Granlund 45:57 (PP) M. Partanen 56:02 (EQ) J. Donskoi 65:00 (PS) | (0:1, 1:2, 2:0, 0:0, 1:0) | 01:19 (EQ) P. Holík 24:53 (PP) B. Jank 33:21 (EQ) J. Sekáč | Widzów: 3000 Sędzia główny: Scott Bokal Sędziowie liniowi: Pehr Claesson |

Tabela
Lp. = lokata, M = liczba rozegranych spotkań, W = Wygrane, WpD = Wygrane po dogrywce lub karnych, PpD = Porażki po dogrywce lub karnych, P = Porażki, G+ = Gole strzelone, G- = Gole stracone, Pkt = Liczba zdobytych punktów
| Lp. | Zespół    | M | Pkt | W | WpD | PpD | P | G + | G - | +/- |
| --- | --------- | - | --- | - | --- | --- | - | --- | --- | --- |
| 1   | Finlandia | 4 | 12  | 4 | 0   | 0   | 0 | 21  | 11  | +10 |
| 2   | Rosja     | 4 | 9   | 3 | 0   | 0   | 1 | 20  | 7   | +13 |
| 3   | Czechy    | 4 | 6   | 2 | 0   | 0   | 2 | 13  | 15  | -2  |
| 4   | Słowacja  | 4 | 3   | 1 | 0   | 0   | 3 | 10  | 15  | -5  |
| 5   | Łotwa     | 4 | 0   | 0 | 0   | 0   | 3 | 9   | 25  | -16 |

## Grupa spadkowa
Zaliczane są mecze rozegrane w fazie grupowej pomiędzy zainteresowanymi drużynami. W tym wypadku:
| 15 kwietnia 2010 | Białoruś | 3:11 | Kanada | Babrujsk Arena, Bobrujsk |

| Szczegóły      | Szczegóły                                                              | Szczegóły       | Szczegóły | Szczegóły                                                               |
| -------------- | ---------------------------------------------------------------------- | --------------- | --- | ----------------------------------------------------------------------- |
| Godzina: 19:00 | A. Lewsza 13:02 (EQ) N. Kardaszew 20:24 (PP) D. Żewłoczenko 24:22 (PP) | (1:4, 2:2, 0:5) | 03:31 (EQ) B. Connolly 05:00 (EQ) J. McFarland 05:24 (EQ) R. O’Connor 14:26 (SH) Q. Howden 28:12 (PP) J. McFarland 34:39 (PP) R. O’Connor 42:55 (EQ) M. Bournival 44:39 (PP) G. McKegg 45:01 (EQ) R. Spooner 52:08 (SH) J. Weal 56:24 (EQ) J. McFarland | Widzów: 7000 Sędzia główny: Martin Frano Sędziowie liniowi: Jozef Kubus |

| 17 kwietnia 2010 | Słowacja | 4:3 | Łotwa | Pałac Sportu, Mińsk |

| Szczegóły      | Szczegóły                                                                            | Szczegóły       | Szczegóły                                                                 | Szczegóły                                                                |
| -------------- | ------------------------------------------------------------------------------------ | --------------- | ------------------------------------------------------------------------- | ------------------------------------------------------------------------ |
| Godzina: 19:00 | D. Simcak 13:50 (PP) T. Matoušek 21:48 (EQ) M. Toman 34:32 (EQ) M. Tvrdon 59:20 (EQ) | (1:0, 2:2, 1:1) | 39:36 (EQ) Z. Girgensons 39:52 (EQ) A. Kuzmenkovs 51:36 (PP) K. Freibergs | Widzów: 3100 Sędzia główny: Scott Bokal Sędziowie liniowi: Pehr Claesson |

Wyniki
| 20 kwietnia 2010 | Słowacja | 5:1 | Białoruś | Babrujsk Arena, Bobrujsk |

| Szczegóły      | Szczegóły                                                                                                 | Szczegóły       | Szczegóły              | Szczegóły                                                                |
| -------------- | --- | --------------- | ---------------------- | ------------------------------------------------------------------------ |
| Godzina: 19:00 | P. Trška 00:19 (EQ) L. Cingel 20:40 (EQ) M. Marinčin 33:30 (EQ) M. Tvrdon 56:07 (EQ) M. Tvrdon 59:44 (PP) | (1:0, 2:1, 2:0) | 38:48 (PP) I. Agejenko | Widzów: 6000 Sędzia główny: Stephan Bauer Sędziowie liniowi: Scott Bokal |

| 21 kwietnia 2010 | Kanada | 5:1 | Łotwa | Babrujsk Arena, Bobrujsk |

| Szczegóły      | Szczegóły | Szczegóły       | Szczegóły            | Szczegóły                                                                |
| -------------- | --- | --------------- | -------------------- | ------------------------------------------------------------------------ |
| Godzina: 19:00 | J. Weal 12:36 (EQ) M. Sgarbossa 13:27 (EQ) M. Bournival 26:11 (EQ) J. McFarland 48:47 (PP) J. Weal 55:28 (EQ) | (2:0, 1:1, 2:0) | 39:42 (PP) E. Siksna | Widzów: 3200 Sędzia główny: Antti Boman Sędziowie liniowi: Sami Partanen |

| 22 kwietnia 2010 | Kanada | 4:2 | Słowacja | Babrujsk Arena, Bobrujsk |

| Szczegóły      | Szczegóły                                                                              | Szczegóły       | Szczegóły                                    | Szczegóły                                                                    |
| -------------- | -------------------------------------------------------------------------------------- | --------------- | -------------------------------------------- | ---------------------------------------------------------------------------- |
| Godzina: 15:30 | S. Shipley 01:01 (EQ) Q. Howden 14:24 (EQ) R. Spooner 18:58 (PP) Ch. Thomas 19:09 (PP) | (4:0, 0:1, 0:1) | 26:51 (PP) M. Marinčin 46:13 (EQ) M. Kalinac | Widzów: 2000 Sędzia główny: Pehr Claesson Sędziowie liniowi: Wiktor Gasziłow |

| 22 kwietnia 2010 | Białoruś | 19:00 | Łotwa | Babrujsk Arena, Bobrujsk |

Tabela
Lp. = lokata, M = liczba rozegranych spotkań, W = Wygrane, WpD = Wygrane po dogrywce lub karnych, PpD = Porażki po dogrywce lub karnych, P = Porażki, G+ = Gole strzelone, G- = Gole stracone, Pkt = Liczba zdobytych punktów
| Lp. | Zespół   | M | Pkt | W | WpD | PpD | P | G + | G - | +/- |
| --- | -------- | - | --- | - | --- | --- | - | --- | --- | --- |
| 1   | Kanada   | 3 | 9   | 3 | 0   | 0   | 0 | 20  | 6   | +14 |
| 2   | Słowacja | 3 | 6   | 2 | 0   | 0   | 1 | 11  | 8   | +3  |
| 3   | Łotwa    | 2 | 0   | 0 | 0   | 0   | 2 | 4   | 9   | -5  |
| 4   | Białoruś | 2 | 0   | 0 | 0   | 0   | 2 | 4   | 16  | -12 |

## Faza Pucharowa

### Kwalifikacje
| 20 kwietnia 2010 | Stany Zjednoczone | 6:0 | Czechy | Pałac Sportu, Mińsk |

| Szczegóły      | Szczegóły | Szczegóły       | Szczegóły | Szczegóły                                                                  |
| -------------- | --- | --------------- | --------- | -------------------------------------------------------------------------- |
| Godzina: 15:30 | B. Saad 03:34 (EQ) A. Czarnik 15:56 (EQ) A. Czarnik 31:44 (EQ) N. Shore 36:53 (EQ) A. Czarnik 37:13 (EQ) B. Rust 43:36 (EQ) | (2:0, 3:0, 1:0) |           | Widzów: 3000 Sędzia główny: Wiktor Gasziłow Sędziowie liniowi: Jozef Kubus |

| 20 kwietnia 2010 | Rosja | 4:3 | Szwajcaria | Pałac Sportu, Mińsk |

| Szczegóły      | Szczegóły                                                                                      | Szczegóły       | Szczegóły                                                             | Szczegóły                                                                 |
| -------------- | ---------------------------------------------------------------------------------------------- | --------------- | --------------------------------------------------------------------- | ------------------------------------------------------------------------- |
| Godzina: 19:00 | J. Kuzniecow 05:45 (EQ) M. Szałunow 08:16 (EQ) R. Berdnikow 30:15 (EQ) R. Berdnikow 42:16 (EQ) | (2:0, 1:0, 1:3) | 55:07 (EQ) R. Schmutz 55:42 (EQ) K. Leuenberger 58:56 (EQ) G. Hofmann | Widzów: 3200 Sędzia główny: Maksim Sidorenko Sędziowie liniowi: Pat Smith |

### Mecz o 5. miejsce
| 22 kwietnia 2010 | Czechy | 5:6 | Szwajcaria | Minsk Palace, Mińsk |

| Szczegóły      | Szczegóły                                                                                           | Szczegóły       | Szczegóły | Szczegóły                                                                |
| -------------- | --------------------------------------------------------------------------------------------------- | --------------- | --- | ------------------------------------------------------------------------ |
| Godzina: 19:00 | P. Holík 20:44 (SH) T. Filippi 27:55 (EQ) M. Frk 32:25 (EQ) J. Sekáč 33:25 (EQ) J. Sekáč 59:26 (SH) | (0:1, 4:4, 1:1) | 18:00 (EQ) D. Lammer 21:01 (EQ) G. Hofmann 26:24 (PP) G. Hofmann 28:40 (EQ) D. Lammer 39:25 (EQ) J. Vermin 43:08 (EQ) J. Vermin | Widzów: 2200 Sędzia główny: Scott Bokal Sędziowie liniowi: Eduards Odins |

### Półfinały
| 21 kwietnia 2010 | Finlandia | 0:5 | Stany Zjednoczone | Pałac Sportu, Mińsk |

| Szczegóły      | Szczegóły | Szczegóły       | Szczegóły                                                                                                  | Szczegóły                                                                 |
| -------------- | --------- | --------------- | --- | ------------------------------------------------------------------------- |
| Godzina: 15:30 |           | (0:1, 0:2, 0:2) | 05:44 (EQ) N. Shore 26:19 (EQ) M. Nieto 39:59 (EQ) A. Clendening 49:22 (EQ) N. Shore 50:56 (EQ) J. Tinordi | Widzów: 1200 Sędzia główny: Maksim Sidorenko Sędziowie liniowi: Pat Smith |

| 21 kwietnia 2010 | Szwecja | 3:1 | Rosja | Pałac Sportu, Mińsk |

| Szczegóły      | Szczegóły                                                            | Szczegóły       | Szczegóły              | Szczegóły                                                                |
| -------------- | -------------------------------------------------------------------- | --------------- | ---------------------- | ------------------------------------------------------------------------ |
| Godzina: 19:00 | L. Rensfeldt 12:58 (PP) A. Larsson 48:32 (PP) M. Granlund 49:52 (EQ) | (1:1, 0:0, 2:0) | 08:07 (PP) W. Kartajew | Widzów: 3150 Sędzia główny: Jozef Kubus Sędziowie liniowi: Eduards Odins |

### Mecz o 3. miejsce
| 23 kwietnia 2010 | Finlandia | 5:1 | Rosja | Pałac Sportu, Mińsk |

| Szczegóły      | Szczegóły | Szczegóły       | Szczegóły             | Szczegóły                                                                 |
| -------------- | --- | --------------- | --------------------- | ------------------------------------------------------------------------- |
| Godzina: 15:00 | T. Pulkkinen 05:17 (PP) M. Granlund 42:33 (PP) J. Donskoi 47:52 (EQ) T. Pulkkinen 49:39 (PP) T. Pulkkinen 55:00 (EQ) | (0:0, 1:0, 4:1) | 58:41 (SH) E. Galimow | Widzów: 2220 Sędzia główny: Pehr Claesson Sędziowie liniowi: Martin Frano |

### Finał
| 23 kwietnia 2010 | Szwecja | 1:3 | Stany Zjednoczone | Pałac Sportu, Mińsk |

| Szczegóły      | Szczegóły               | Szczegóły       | Szczegóły                                                        | Szczegóły                                                                   |
| -------------- | ----------------------- | --------------- | ---------------------------------------------------------------- | --------------------------------------------------------------------------- |
| Godzina: 19:00 | L. Rensfeldt 46:54 (EQ) | (0:1, 0:2, 1:0) | 02:10 (EQ) L. Moffatt 27:31 (EQ) J. Faulk 33:47 (PP) R. Grimaldi | Widzów: 12820 Sędzia główny: Stephan Bauer Sędziowie liniowi: Sami Partanen |

## Statystyki
- Klasyfikacja strzelców –  Teemu Pulkkinen: 10 goli
- Klasyfikacja asystentów –  Mikael Granlund: 9 asyst
- Punktacja kanadyjska –  Teemu Pulkkinen: 15 punktów
- Punktacja +/- –  Adam Clendening: +9
- Skuteczność interwencji bramkarzy –  Jack Campbell: 96,50%
- Średnia goli na mecz wśród bramkarzy –  Jack Campbell: 0,83

## Nagrody
Dyrektoriat IIHF wybrał trójkę najlepszych zawodników, po jednym na każdej pozycji:
- Bramkarz:  Jack Campbell
- Obrońca:  Adam Larsson
- Napastnik:  Teemu Pulkkinen

Skład gwiazd wybrana przez media:
- Bramkarz:  Jack Campbell
- Obrońcy:  Adam Clendening,  Adam Larsson
- Napastnicy:  Johan Larsson,  Jewgienij Kuzniecow,  Teemu Pulkkinen